# Trichacis pannonica
Trichacis pannonica är en stekelart som beskrevs av Szabó 1977. Trichacis pannonica ingår i släktet Trichacis och familjen gallmyggesteklar. Arten är reproducerande i Sverige. Inga underarter finns listade i Catalogue of Life.